# Bezirksklasse Ostpreußen 1938/39
De Bezirksklasse Ostpreußen 1938/39 was het zesde voetbalkampioenschap van de Bezirksklasse Ostpreußen, het tweede niveau, onder de Gauliga Ostpreußen. De voorgaande drie seizoenen werd de Bezirksklasse als voorronde van de eigenlijke Gauliga gespeeld, vanaf dit seizoen was dit opnieuw de tweede klasse, waarvan twee clubs naar de Gauliga promoveerden. De competitie werd overigens met twee reeksen uitgebreid. 

## Bezirksklasse

### Bezirk Allenstein
Nadat VfB Neidenburg twee wedstrijden niet opdaagde werd de club uitgesloten. 
| Plaats | Club                                          | Wed.        | W           | G           | V           | Saldo       | Ptn.        |
| ------ | --------------------------------------------- | ----------- | ----------- | ----------- | ----------- | ----------- | ----------- |
| 1.     | SV Allenstein                                 | 12          | 9           | 3           | 0           | 46:12       | 21:03       |
| 2.     | SV Viktoria Allenstein                        | 12          | 9           | 0           | 3           | 28:22       | 18:06       |
| 3.     | VfB Osterode                                  | 12          | 8           | 1           | 3           | 35:11       | 17:07       |
| 4.     | WSV III. Btl., I.R. 2 Hindenburg Bischofsburg | 12          | 4           | 2           | 6           | 23:22       | 10:14       |
| 5.     | Reichsbahn-SG Allenstein                      | 12          | 2           | 3           | 7           | 17:38       | 07:17       |
| 6.     | RSV Ortelsburg                                | 12          | 3           | 1           | 8           | 16:42       | 07:17       |
| 7.     | WSV Heilsberg                                 | 12          | 2           | 0           | 10          | 11:29       | 04:20       |
| 8.     | VfB Neidenburg                                | Uitgesloten | Uitgesloten | Uitgesloten | Uitgesloten | Uitgesloten | Uitgesloten |

|  | Deelname promotie-eindronde |

### Bezirk Danzig
| Plaats | Club                | Wed. | W | G | V | Saldo | Ptn.  |
| ------ | ------------------- | ---- | - | - | - | ----- | ----- |
| 1.     | SC Preußen Danzig   | 10   | 9 | 0 | 1 | 65:10 | 18:02 |
| 2.     | Danziger SC         | 10   | 7 | 1 | 2 | 30:09 | 15:05 |
| 3.     | Post-SV Danzig      | 10   | 4 | 0 | 6 | 26:41 | 08:12 |
| 4.     | SV Neufahrwasser    | 10   | 3 | 1 | 6 | 15:28 | 07:13 |
| 5.     | SC Wacker Schidlitz | 10   | 3 | 1 | 6 | 19:51 | 07:13 |
| 6.     | Zoppoter TV 1890    | 10   | 2 | 1 | 7 | 24:40 | 05:25 |

|  | Deelname promotie-eindronde |

### Bezirk Elbing
| Plaats | Club                                        | Wed. | W  | G | V  | Saldo | Ptn.  |
| ------ | ------------------------------------------- | ---- | -- | - | -- | ----- | ----- |
| 1.     | WSV Hermann Balk Elbing                     | 14   | 14 | 0 | 0  | 60:19 | 28:00 |
| 2.     | VfR Hansa Elbing                            | 14   | 9  | 3 | 2  | 51:17 | 21:07 |
| 3.     | SV Viktoria Elbing                          | 14   | 8  | 2 | 4  | 32:29 | 18:10 |
| 4.     | WSV II. Btl., I.R. 45 Oberost Marienwerderr | 14   | 6  | 1 | 7  | 37:27 | 13:15 |
| 5.     | Elbinger SV                                 | 14   | 5  | 2 | 7  | 28:36 | 12:16 |
| 6.     | VfL Mohrungen                               | 14   | 5  | 1 | 8  | 27:39 | 11:17 |
| 7.     | Marienburger SV 05                          | 14   | 4  | 0 | 10 | 35:56 | 08:20 |
| 8.     | TuSV Stuhm                                  | 14   | 0  | 1 | 13 | 15:62 | 01:37 |

|  | Deelname promotie-eindronde |

### Bezirk Insterburg
TuSV heinrichswalde trok zijn team in november 1938 terug. De resultaten werden geschrapt, op dat moment had de club acht wedstrijden gespeeld, waarvan er zeven verloren werden en één gelijkspel.
| Plaats | Club                   | Wed.           | W              | G              | V              | Saldo          | Ptn.           |
| ------ | ---------------------- | -------------- | -------------- | -------------- | -------------- | -------------- | -------------- |
| 1.     | FC Preußen Gumbinnen   | 14             | 11             | 3              | 0              | 53:12          | 25:03          |
| 2.     | VfB Tilsit             | 14             | 10             | 0              | 4              | 53:32          | 20:08          |
| 3.     | SC Preußen Insterburg  | 14             | 8              | 1              | 5              | 66:34          | 17:11          |
| 4.     | Tilsiter SC            | 14             | 7              | 0              | 7              | 39:43          | 14:14          |
| 5.     | SV Grün-Weiß Gumbinnen | 14             | 5              | 1              | 8              | 34:37          | 11:17          |
| 6.     | SV Insterburg          | 14             | 4              | 1              | 9              | 28:46          | 09:19          |
| 7.     | Polizei-SV Tilsit      | 14             | 4              | 0              | 10             | 24:53          | 08:20          |
| 8.     | SV Ebenrode            | 14             | 3              | 2              | 9              | 28:68          | 08:20          |
| 9.     | TuSV Heinrichswalde    | Teruggetrokken | Teruggetrokken | Teruggetrokken | Teruggetrokken | Teruggetrokken | Teruggetrokken |

|  | Deelname promotie-eindronde |

### Bezirk Königsberg
| Plaats | Club                       | Wed. | W | G | V | Saldo | Ptn.  |
| ------ | -------------------------- | ---- | - | - | - | ----- | ----- |
| 1.     | Reichsbahn TuSV Königsberg | 14   | 9 | 2 | 3 | 44:18 | 20:08 |
| 2.     | VfL Preußisch Eylau        | 14   | 8 | 1 | 5 | 35:31 | 17:11 |
| 3.     | WSV Braunsberg             | 14   | 7 | 2 | 5 | 42:30 | 16:12 |
| 4.     | MTV Ponarth                | 14   | 6 | 2 | 6 | 33:35 | 14:14 |
| 5.     | SpVgg ASCO Königsberg      | 14   | 6 | 1 | 7 | 27:30 | 13:15 |
| 6.     | Concordia Königsberg       | 14   | 4 | 3 | 7 | 28:37 | 11:17 |
| 7.     | VfL Labiau                 | 14   | 5 | 1 | 8 | 33:44 | 11:17 |
| 8.     | Königsberger STV           | 14   | 4 | 2 | 8 | 26:43 | 10:18 |

|  | Deelname promotie-eindronde |

### Bezirk Masuren
VfL Gerdauen werd in februari 1939 uitgesloten omdat ze twee keer niet kwamen opdagen. Op dat moment had de club acht wedstrijden gespeeld, waarvan er zeven verloren werden en slechts één gewonnen. 
| Plaats | Club               | Wed.        | W           | G           | V           | Saldo       | Ptn.        |
| ------ | ------------------ | ----------- | ----------- | ----------- | ----------- | ----------- | ----------- |
| 1.     | VfL Bartenstein    | 10          | 8           | 1           | 1           | 49:22       | 17:03       |
| 2.     | Rastenburger SV 08 | 10          | 8           | 0           | 2           | 37:13       | 16:04       |
| 3.     | VfB Angerburg      | 10          | 4           | 1           | 5           | 34:30       | 09:11       |
| 4.     | SV Goldap          | 10          | 4           | 1           | 5           | 23:23       | 09:11       |
| 5.     | SV Lötzen          | 10          | 2           | 1           | 7           | 20:39       | 05:15       |
| 6.     | SV 1915 Treuburg   | 10          | 1           | 0           | 9           | 05:41       | 02:18       |
| 7.     | VfL Gerdauen 1870  | Uitgesloten | Uitgesloten | Uitgesloten | Uitgesloten | Uitgesloten | Uitgesloten |

|  | Deelname promotie-eindronde |

## Promotie-eindronde

### Groep A
| Plaats | Club                       | Wed. | W | G | V | Saldo | Ptn.  |
| ------ | -------------------------- | ---- | - | - | - | ----- | ----- |
| 1.     | Reichsbahn TuSV Königsberg | 4    | 4 | 0 | 0 | 20:05 | 08:00 |
| 2.     | FC Preußen Gumbinnen       | 4    | 1 | 0 | 3 | 12:16 | 02:06 |
| 3.     | VfL Bartenstein            | 4    | 1 | 0 | 3 | 06:17 | 02:06 |

|  | Promotie naar Gauliga Ostpreußen 1939/40 |

### Groep B
| Plaats | Club                    | Wed. | W | G | V | Saldo | Ptn.  |
| ------ | ----------------------- | ---- | - | - | - | ----- | ----- |
| 1.     | SC Preußen Danzig       | 4    | 3 | 1 | 0 | 11:03 | 07:01 |
| 2.     | SV Allenstein           | 4    | 2 | 0 | 2 | 13:09 | 04:04 |
| 3.     | WSV Hermann Balk Elbing | 4    | 0 | 1 | 3 | 03:15 | 01:07 |

|  | Promotie naar Gauliga Ostpreußen 1939/40 |